# Аффингхаузен
Аффингхаузен (нем. Affinghausen) — община в Германии, в земле Нижняя Саксония.
Входит в состав района Дипхольц. Подчиняется управлению Швафёрден.  Население составляет 835 человек (на 31 декабря 2010 года). Занимает площадь 12,26 км².
Коммуна подразделяется на 4 сельских округа.
| Год  | Население |
| ---- | --------- |
| 1990 | 910       |
| 1995 | 965       |
| 2000 | 947       |
| 2005 | 929       |
| 2010 | 864       |